# Electroforesi proteica

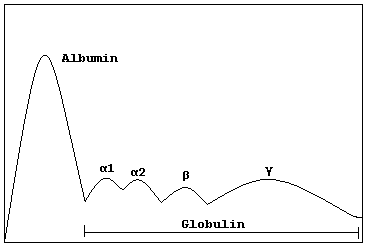
Representació d'un gel en electroforesi proteica.

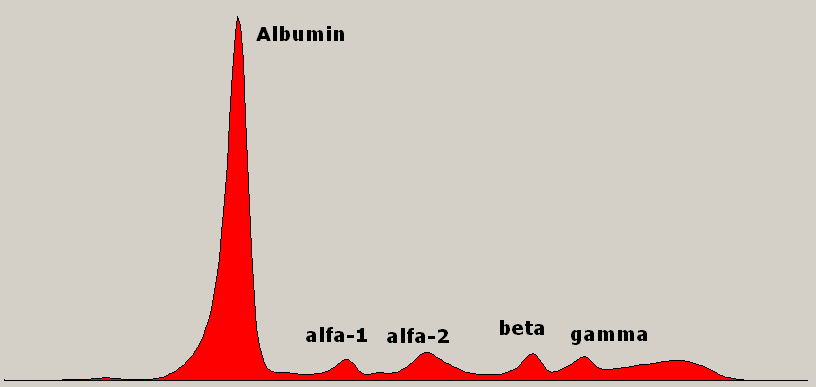
Diagrama d'una electroforesi proteica normal de sèrum, amb llegendes de les diferents zones.

L'electroforesi proteica és un mètode de separació de proteïnes mitjançant l'aplicació d'un camp elèctric.
Existeixen diferents tipus en funció del tipus de separació emprat: electroforesi de zona (separació en funció de la càrrega), isoelectroenfocament i separació per grandària en tamís molecular (també aplicable a àcids nucleics).

## Tècniques
Electroforesi de zona:
les proteïnes són molècules amfòteres: la seva càrrega neta depèn del pH del medi. Normalment, la separació electroforètica de proteïnes es fa a pH alcalí, en el qual la majoria de les proteïnes presenten una càrrega global negativa. També es pot treballar a pH àcids, però no gaire baixos, ja que les proteïnes precipiten en medi àcid (bàsicament s'usa en la detecció de variants de l'hemoglobina).
Com a medi de suport es pot usar (de més antic a més recent): paper, acetat de cel·lulosa, agarosa, poliacrilamida i electroforesi capil·lar. La mostra les proteïnes de la qual es volen separar s'insereix en un medi de suport i s'aplica una diferència de potencial durant un temps determinat per a separar les proteïnes. Cada proteïna migrarà més o menys en funció de la seva càrrega, que també determina cap a quin pol es dirigirà la proteïna, ànode o càtode, i la seva grandària. A major càrrega i menor grandària, més velocitat de migració.
Isoelectroenfocament:
en comptes de separar les proteïnes en funció de la seva càrrega a un pH donat, se separen en funció del seu punt isoelèctric (pI): el pI és el pH en el qual la càrrega neta de la proteïna és nul·la, i depèn de la composició aminoacídica de la proteïna. Es crea un gradient de pH mitjançant amfòters (estabilitzen el pH al llarg del gel). Cada proteïna migrarà fins a aconseguir el seu pI, punt en el qual precipitarà en acumular-se.
També se solen utilitzar acoblats a zimogrames si desitgem determinar el pI d'un enzim o en electroforesi bidimensional com a primera dimensió.
Separació per grandària:
permet separar proteïnes i àcids nucleics. En el cas de les proteïnes, han de ser tractades amb SDS perquè la seva càrrega sigui negativa i totes migrin cap a l'ànode (no és necessari fer això amb els àcids nucleics, ja que tenen càrrega negativa). La separació es fa en medis de suport en el qual s'ha creat un tamís molecular (matriu), que fa que les proteïnes més petites corrin més que les més grans.

## Visualització
Una cop separades les proteïnes, han de fixar-se i tenyir-se per poder ser visualitzades. Hi ha diferents protocols en funció del que es vol estudiar: fixació per calor o química, i tinció en cas d'estudis no específics (proteinograma i electroforesi Hb, per exemple) o fixació mitjançant anticossos prèvia a la tinció en cas d'estudiar proteïnes específiques (inmunofixació).
En general per a la tinció de gels de poliacrilamida s'utilitza tinció amb plata, tinció de Coomassie o tinció fluorescent. Depenent de la fi de la nostra anàlisi. La tinció amb plata no és utilitzada si es desitgen fer anàlisi per espectrometria de masses (MS) però és més sensible que la tinció amb Blau de Coomassie. D'altra banda, la tinció fluorescent és molt sensible i compatible amb MS però les despeses de tinció són elevades.
Una tinció sensible i barata és la denominada Blue Silver o Coomassie G250. A més, aquesta tinció és compatible amb MS. Està composta per blau de coomassie diluït en una solució coloidal i s'utilitza aigua destil·lada per destenyir el gel de poliacrilamida.

## Aplicacions
Poden analitzar-se les proteïnes contingudes en diferents líquids biològics: sang, plasma, sèrum, orina, LCR, líquid sinovial, saliva, llàgrimes. Així com aliments, especialment làctics i cereals.
Aquest tipus d'anàlisi electroforètic té aplicacions en la recerca i la clínica, tant humana com a animal. A més és una tècnica molt emprada per a l'anàlisi de proteïnes alimentàries i s'empra per a realitzar genotipat i detecció d'OMG (organismes modificats genèticament).